# Elizabeth Musoke
Elizabeth Musoke là một công lý người Uganda của Tòa án phúc thẩm của Uganda, kể từ tháng 9 năm 2015.

## Hoàn cảnh và giáo dục
Cô sinh ra và được giáo dục ở Uganda cho anh học đại học. Cô có bằng Cử nhân Luật (LLB) từ Đại học Makerere, Đại học công lập lâu đời nhất và lớn nhất của quốc gia. Cô cũng đã nhận được bằng Cao đẳng về Thực hành Pháp lý, từ Trung tâm Phát triển Luật, ở Kampala, thủ đô của đất nước. Cô được nhận vào Đoàn luật sư ở Uganda với tư cách là một luật sư hành nghề.

## Sự nghiệp
Cô đã làm việc với Bộ Tư pháp trong nhiều năm và rời khỏi cấp bậc Luật sư Nhà nước chính để gia nhập Thanh tra Chính phủ với tư cách là Giám đốc Pháp chế vào năm 1999.
Vào tháng 7 năm 2013, cô đã được bổ nhiệm làm thẩm phán của Tòa án tối cao ở Uganda, được phân công vào bộ phận dân sự, phục vụ trong khả năng đó cho đến tháng 10 năm 2015, khi cô được đưa lên Tòa án phúc thẩm, tăng gấp đôi Tòa án hiến pháp của Uganda.